# Callichroma elongatum
Callichroma elongatum är en skalbaggsart som beskrevs av Hintz 1919. Callichroma elongatum ingår i släktet Callichroma och familjen långhorningar. Inga underarter finns listade.